# Matvei Bronștein
Matvei Bronștein (în rusă Матвей Бронштейн; n. 19 noiembrie/2 decembrie 1906, Vinița, Imperiul Rus – d. 18 februarie 1938, Leningrad, RSFS Rusă, URSS) a fost un fizician sovietic de origine evreiască, doctor în științe fizico-matematice.

## Biografie
Matvei Bronștein a fost unul dintre cei mai talentați fizicieni sovietici din anii 1920–1930 din Rusia Sovietică. A fost căsătorit cu fiica scriitorului rus Kornei Ciukovski, Lidia. A produs lucrări în cele mai variate domenii ale fizicii: fizica semiconductorilor, teoria gravitației, Fizica nucleară și astrofizica. În anul 1935 a fost arestat împreună cu alți doi fizicieni: Semion Șubin și Alexandru Vitt cu învinuirea de participare la blocul troțkist-fascist. După un proces falsificat, toți acești fizicieni au fost condamnați la moarte, condamnarea fiind adusă la executare in anul 1938.

## Opera
- Materia solară, 1936; republicată în 1990
- Atomii și electronii, Moscova, Ed. Nauka, 1980, reeditare după ediția din anul 1935.Versiunea originala din anul 1935 era intitulată: Atomi, electroni, nuclee
- Este cunoscut mai ales pentru lucrarea in care propune cuantificarea câmpului gravitațional slab, emiterea de unde gravitaționale: Cuantificarea undelor gravitaționale, Jurnal Eksperimental' noi i teoreticheskoi fiziki, 1936, N.6, p.195
- A fost preocupat și de popularizarea fizicii la revista Reconstrucția socialistă și știința, întemeiată în anul 1931.A scris  și cărți de popularizare a fizicii pentru copii, inclusiv Razele X, Inventatorii radiotelegrafiei, ambele republicate in anul 1990.